# 김두리
김두리(1983년 11월 21일 ~ )는 대한민국의 성우로, 2012년 한국방송 성우극회 공채 37기로 입사했다.

## 출연작품

### 외화
- 닥터후 시즌 8(KBS) - 루비
- 닥터후 시즌 10(KBS) - 애비(미미 은디웨니)
- 넷플릭스 오리지널 '익스팬스' - 아데, 머스 外

### 애니메이션
- 스패로우즈 호텔 더빙 (2014)
- 호비2-호비와 쿠우의 대모험- 냥이(2014)
- 넷플릭스 오리지널 '비트벅스(2016)
- 케모노 프렌즈- 포사/공작(2017)
- 월야에 우는 새(툰봐) - 화령/양희外
- 사랑스러운 복희씨(툰봐) - 윤주外
- 넷플릭스 오리지널 ‘힐다’ - 힐다 엄마
- Go! 프린세스 프리큐어(대원방송) - 유라(선대 머메이드)
- 꼬마탐정 토비와 테리
- 듀비카 시즌2- 강타
- 일하는 세포- 어린 킬러T 세포 (미성숙 흉선 세포1)
- 요리왕 비룡 더 마스터- 태이, 진진, 흥낭
- 헬로 카봇 쿵(카툰네트워크) - 안킬로쿵

### 게임
- 모바일게임 '드리프트 걸즈' - 수이/채안
- 온라인게임 '히어로즈 오브 더 스톰' - 모랄레스 중위
- 온라인게임 ‘어센던트 원’ - 니케
- 온라인게임 ‘월드 오브 워크래프트’ - 베나리, 후작 신데인, 뼈장장이 에어미르
- 온라인게임 '검은 사막' 아침의나라 - 성염

### 라디오
연속낭독 (KBS 3라디오)
- 2015.05.15 ~ 2015.06.03 임진모 <팝, 경제를 노래하다> (낭독)
- 2016.04.12 ~ 2016.05.16 <다시 봄이 올거에요> (낭독)
- 2017.06.14 ~ 2017.07.04 황선도 <우리가 사랑한 비린내> (낭독)

라디오여행기 (KBS 3라디오)
- 2015.11.06 ~ 2015.12.11 정유정 <히말라야 환상방황> (낭독)

소설극장 (KBS 3라디오)
- 2012.12.20 ~ 2013.01.24 조세희 < 난장이가 쏘아 올린 작은 공> (어머니)
- 2013.01.25 ~ 2013.03.07 심윤경 <사랑이 달리다> (엄마)
- 2013.03.08 ~ 2013.04.06 백가흠 <나프탈렌> (손화자)
- 2013.04.07 ~ 2013.05.03 이주호,황조윤 <광해, 왕이 된 남자> (중전)
- 2013.05.04 ~ 2013.07.07 김진명 <몽유도원> (아이와)
- 2013.07.08 ~ 2013.08.02 스콧 피츠제럴드 <위대한 개츠비> (매키부인)
- 2013.08.03 ~ 2013.10.02 이정명 <천국의 소년> (안젤라스토우)
- 2013.10.03 ~ 2014.01.21 조정래 <정글만리> (전유숙)

라디오 극장 (KBS 한민족 방송)
- 2012.04 김탁환 <열녀문의 비밀> (남씨)
- 2012.08 채만식 <탁류> (해설)
- 2012.11 김별아 <채홍> (중전/올케1)
- 2013.03 최일남 <그리고 흔들리는 배> (양금희)
- 2013.04 양귀자 <모순> (친구3/영규모/형수/여행객1)
- 2013.06 이도우 <사서함 110호의 우편물> (박애리)
- 2013.07 박선희 <도미노 구라파식 이층집> (여자)
- 2013.08 주호민 <신과함께> (할머니/아줌마/변성대왕)
- 2013.10 전민식 <개를 산책시키는 남자> (은주)
- 2013.12 조완선 <천년을 훔치다> (설화)
- 2014.01 최제훈 <나비잠> (해설)
- 2014.08 최재도 <백 마흔넷째 날의 아침> (해설/양수진)

라디오 독서실 (KBS 2라디오)
- 2012.02.26 조현 <그 순간 너와 나는> (여직원)
- 2012.03.18 최민석 <부산말로는 할 수 없었던 이방은 부르스의 말로> (시민5)
- 2012.04.22 이문구 <우리 동네 김씨> (김씨처)
- 2012.05.20 김유정 <만무방> (주모)
- 2012.06.17 윤대녕 <말발굽 소리를 듣는다> (성우여)
- 2012.07.08 강병융 <낙찰> (댓글1)
- 2012.07.22 김재성 <노끈> (기자)
- 2012.08.19 채만식 <레디메이드 인생> (상인)
- 2012.09.02 김성중 <국경시장> (아이3)
- 2012.09.09 정소현 <너를 닮은 사람> (도우미)
- 2012.09.30 작자미상 <규중칠우쟁론기 외 2편> (인두)
- 2012.10.28 김인숙 <빈집> (여자아이)
- 2012.11.04 김중혁 <요요> (성우여)
- 2012.11.11 서유미 <당분간 인간> (성우여)
- 2012.11.25 김종은 <버틸 수 있겠어?> (부녀회장)
- 2012.12.02 염승숙 <레인스틱> (사람3)
- 2012.12.09 편혜영 <블랙아웃> (신입2)
- 2012.12.16 백가흠 <The song> (변호사)
- 2012.12.23 이기호 <저기 사람이 나무처럼 걸어간다> (여성2)
- 2013.01.06 작자미상 <장끼전> (호반새)
- 2013.01.13 김종광 <낙서문학사 발흥사편> (주인)
- 2013.01.20 고송석 <이교도> (여성3)
- 2013.01.27 임은정 <기막힌 동거> (숙자)
- 2013.02.17 김애란 <침묵의 미래> (아낙/성우여)
- 2013.02.24 이평재 <당신이 모르는 이야기> (어머니)
- 2013.03.10 전성태 <배웅> (여승무원)
- 2013.03.17 최진영 <어디쯤> (어머니)
- 2013.03.24 정세랑 <옥상에서 만나요> (소연언니)
- 2013.03.31 최민우 <반ː> (할머니)
- 2013.05.12 최수철 <택시> (어머니)
- 2013.05.19 김경욱 <인생은 아름다워> (김여사)
- 2013.05.26 조해진 <홍의 부고> (해설)
- 2013.06.23 윤흥길 <황혼의 집> (경주언니)
- 2013.07.21 서미애 <남편을 죽이는 서른가지 방법> (해설)
- 2013.07.28 황태환 <옥상으로 가는 길> (세호)
- 2013.08.25 곽재동 <안락사> (해설)
- 2013.09.08 박완서 <배반의 여름> (엄마)
- 2013.09.29 나도향 <물레방아> (해설)
- 2013.10.27 이상 <지팡이 역사> (여관주인)
- 2013.11.03 김덕희 <전복> (의사)
- 2013.12.01 이승우 <나는 아주 오래 살 것이다> (아내)
- 2013.12.29 권여선 <봄밤> (해설)
- 2014.02.09 이서수 <구제, 빈티지 혹은 구원> (여자)
- 2014.03.16 조해진 <빛의 호위> (권은/권은 아역)
- 2014.04.27 김경욱 <승강기> (해설)
- 2014.11.09 김미월 <만보 걷기> (해설)
- 2015.02.15 이만교 <표정관리 주식회사> (해설)
- 2016.04.24 천명관 <퇴근> (해설)
- 2016.10.30 정미경 <못> (해설)
- 2017.03.26 도명학 <잔혹한 선물> (해설)
- 2018.01.14 정광모 <마론> (해설)

KBS 무대 (KBS 한민족 방송) 
- 2012.07.21 <그리고 아무 말도 하지 않았다> (여자2)
- 2012.09.15 <사랑을 건네다> (유미)
- 2012.09.29 <다듬이 소리> (방송PD)
- 2012.11.10 <길 위의 사람들> (김경미)
- 2012.12.08 <울엄마 봉순씨> (직원4)
- 2012.12.15 <우리 반 대걸레가 죽었다> (보현)
- 2012.12.22 <가지않은 길> (수강생2)
- 2013.01.26 <꽃이 되어 봄이 오게 하리> (라라)
- 2013.02.02 <NOBLE CLUB> (아줌마)
- 2013.02.23 <지울 수 없는 사랑> (간호사)
- 2013.03.02 <그들의 수천가지 물음표 중 하나> (김영우)
- 2013.03.23 <눈물꽃> (여주인)
- 2013.04.13 <날아라, 버스야> (노인여2)
- 2013.05.11 <율포시곡> (숙녀)
- 2013.05.18 <가장 멀리 있는 나> (간호사3)
- 2013.07.16 <꽃이 피었다> (딸)
- 2013.08.17 <두 여자> (젊은점순)
- 2013.09.14 <순나의 오동나무> (순나-19세)
- 2013.10.26 <가족> (레이첼)
- 2013.11.02 <친절한 동방빈> (진행자)
- 2013.12.14 <울밑에 선 봉선화> (최길숙)
- 2014.01.06 <레모네이드> (담임)
- 2014.02.01 <꽃을 품다> (최나인)
- 2017.02.25 <탈퇴하시겠습니까?> (박현지)

#### 기타
- 오늘의 신문 1부’(KBS) - 진행 (2012)
- ‘보고싶은 얼굴 그리운 목소리’(KBS) - 퀴즈 한마당 코너, 편지 낭독 (2013)
- ‘생방송 토요일 저녁입니다’(KBS) - 뉴스 코너 (2013)
- ‘생방송 일요일 저녁입니다’(KBS) - 새로나온 책 소개 (2013)
- ‘세월따라 노래따라’(KBS) - 토요일 사연코너 진행 (2013)
- ‘경제를 배웁시다’(KBS) - 콩트로 배우는 경제 (2013)

### TV프로그램
- ‘내고향 스페셜’ - 내레이션 (2013)
- ‘파노라마 플러스-탈북 그 후’ - 내레이션 (2013)
- ‘콘서트7080-쉘부르 특집’ - VCR내레이션 (2013)
- ‘특집 생방송 나눔이 행복입니다’ - VCR내레이션 (2013)
- ‘드라마 스페셜-돌날’ - 목소리 출연 (2014)
- 동아TV 브로맨스 여행기 '맨투맨' - 내레이션(2017~ )
- KBS 2TV 생생정보 - 내레이션(2017~ )

### 드라마 CD
- ACO '인스턴트' - 이채우 (2009)
- ACO '미스터 레이디' - 주서진 (2011)
- ACO '랑가쥬' - 수현모 (2014)
- ACO '애랑-치열한 사랑' - 다영모外 (2015)
- ACO '모멘텀 - 팬텀' - 나이마/진外 (2017)
- 노블엔진+사운디스트 '유랑화사' - 아낙/기생 외 (2014)
- 스튜디오 눕+사운디스트 '시,연 삼국지 화-천하제패' - 할머니 외 (2014)
- ACO '눈의 여왕' - 소니아 외 (2020)
- ACO '레인보우 시티3' - 이희찬 외 (2020)
- ACO '레인보우 시티4' - 이희찬 외 (2020)

### 광고/프로모
- 수퍼액션 ROAD FC 017 송가연 출전편 (2014)
- OCN 기억 추적 스릴러 ‘리셋’ 첫방송 사수 이벤트 (2014)

- 매일유업 기업광고 (2014)
- 매일우유 저지방 2% (2014)
- 매일우유 바이오 플레인 (2014)
- 한율 진액스킨 (2015)
- 한율 율려원액 (2015)
- 상하목장 63도씨 저온살균우유 WHY편 (2015)
- 상하목장 유기농 베이비요구르트 (2015)
- QV - NH투자증권 (2016) 그 외 다수

## 애플리케이션
- '노크앤롤' 수신음 녹음 (2014)
- 이스트소프트 '알람이' (2014)
- 모바일 애니메이션 '툰봐'
- Calm- 굿나잇 스토리 낭독
- 스토리텔- 오디오북 낭독